# Tachina rohdendorfiana
Tachina rohdendorfiana là một loài ruồi trong họ Tachinidae.